# Poison (sång)
"Poison" är en sång av Alice Cooper skriven av Desmond Child, Alice Cooper och John McCurry. Sången släpptes 1989 och återfinns på hans artonde studioalbum Trash. Sången är en av Coopers största hitlåtar i hans hemland USA, där den gick upp på sjunde plats på singellistan. På UK Singles Chart erövrade singeln andra plats.

## Musikvideo
Musikvideon till låten censurerades för visning dagtid, eftersom den innehåller sekvenser med fotomodellen Rana Kennedy, endast iförd tangatrosor.

## Övrigt
Låten framfördes i Dansbandskampen 2009 av Torgny Melins, då hårdrock var kvällens tema i deltävlingens andra omgång. Bandet förlade sin version även till albumet Dansbandsnatt 2010